# Liste der Bischöfe von Nicomedia
Die Liste umfasst die frühesten Bischöfe von Nicomedia in Bithynien.
- Prochoros (einer der sieben Diakone nach Apg 6,5)
- Evander (vermutlich 2. Jahrhundert)
- Kyrillos
- Anthimos († 303)[1]
- Eustolios (Teilnehmer an der Synode von Ankyra (314))
- Eusebios (zuvor Bischof von Berytos, später Bischof von Konstantinopel, † 341)
- Amphion
- Cecropius
- Marathonius
- Onesimus
- Euphrasios
- Patricius
- Gerontius
- Pansophius
- Diodorus
- Himerius
- Eunomius
- Stephanus I.
- Thalassius
- Joannes I.
- Joseph
- Petrus I.
- Joannes II.
- Constantinus I.
- Petrus II.
- Theophylactus
- Joannes III.
- Georgius
- Stephanus II.
- Antonius
- Basilius
- Constantinus II.
- Nicetas
- Joannes IV.
- Theophylactus II.
- Michael
- Joannes V.
- Caracalus
- Macarius
- Dionysius
- Sisinnius
- Cyrillus
- Neophytus
- Paisius